# 레이몬드 카텔

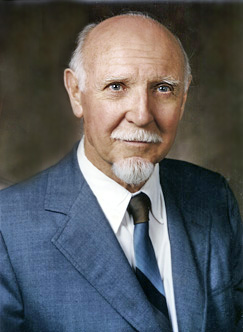

레이몬드 카텔(영어: Raymond Bernard Cattell, 1905년 3월 20일 ~ 1998년 2월 2일)은 개인 심리적 구조에 대한 심리학적 연구로 유명한 영국과 미국의 심리학자이다. 그의 작업은 또한 성격과 기질의 기본 차원,인지 능력의 범위, 동기와 감정의 역동적 차원, 비정상적인 성격의 임상 차원, 집단 연대 및 사회적 행동의 패턴, 심리 치료에 대한 성격 연구의 적용을 탐구했다. 학습 이론, 창의성 및 성취도 예측 인자 그리고 이러한 영역을 탐색하고 측정하기위한 요인 분석 방법의 개선을 포함한 많은 다변량 연구 방법이 있다. 카텔(Cattell)은 약 60 개의 학술 도서, 500 개가 넘는 연구 논문 및 30 개가 넘는 표준화된 심리 측정 시험, 설문지 및 평가 척도를 작성, 공동 작성 또는 편집했다. 널리 인용된 순위에 따르면, 카텔(Cattell)은 가장 저명한 16번째로 그리고 과학 저널 문헌에서 가장 많이 인용된 그리고 20세기의 가장 생산적이지만 논란이 많은 심리학자 중 하나이다.

## 인지능력에 대한 CHC 이론
최근 많은 연구자들이 레이몬드 카텔의 구분을 바탕으로 지능이 세 개의 층, 혹은 위계로 구성되어 있다고 주장하면서 이 이론이 확립되기 시작하였다. 인지능력에 대한 CHC이론의 최상위 층에는 일반지능, 즉 g가 있고, 중간층에는 유동성 지능과 결정성 지능과 다양하게 관계를 맺고 있는 9~10개 이상의 특수 능력 이 있다. 이러한 중간층 아래에는 최하위층이 있는데, 여기에는 읽기 속도, 기계에 대한 지식, 수와 연합 등 70여 개 이상의 특수 능력으로 구성되어 있다. 많은 심리학자들은 CHC(Cattell-Horn-Carroll) 이론이 유용하다는 증거를 계속 발견하고 있으며, 학계에서도 심도있게 받아들여지고 있다.
한편 이러한 일반지능(g)을 구성하는 중간층에서의 '유동성 지능'(fluid intelligence,Gf)과 '결정성 지능'(crystallised intelligence,Gc)에서 레이몬드 카텔(Raymond B. Cattell)이 처음으로 이러한 '유동성 지능'(Gf)과 '결정성 지능'(Gc)의 변별을 제안했다. 찰스 스피어먼(Charles Spearman)의 '일반지능' 인자(因子)는 루이스 서스톤(Louis Leon Thurstone)의 1차 정신 능력 이론과 함께 이 아이디어의 전단계로 여겨진다 카텔(Cattell)의 제자 존 레너드 혼(John Horn)은 1991년까지 Gf-Gc 모델을 8 또는 9개의 광범위한 능력으로 확장했다

## Gf와 Gc
유동성 지능(Gf)은 새롭고 친숙하지 않은 과제를 수행하는 학습 과정에서 더 중요하게 작용하며, 특히 신속한 의사결정이나 비언어적 내용과 관련이 있는 지능이다. 결정성 지능(Gc)은 친숙한 과제를 수행하는 데 더 중요한 영향을 미치며, 특히 언어나 사전지식 또는 통찰력과 같은 맥략에서 많은 관계가 있는 것으로 여겨진다. 카텔은 유동성 지능이 주로 유전된 생물학적 요인의 결과인 반면에 결정성 지능은 유동성 지능과 경험에 의존하기 때문에 유전과 환경 모두의 영향을 받는다고 언급하고있다.
한편 이러한 지능에대한 구성개념의 확대는 인지적인 면에서의 지능뿐만아니라 창의성과 관련된 지능의 영역을 받아들이는데 매우 유연한 틀을 제공할 수 있는 것으로 알려져있다.

## 같이 보기
- 지능 검사
- 다중지능이론